# Esther Chassieteknik

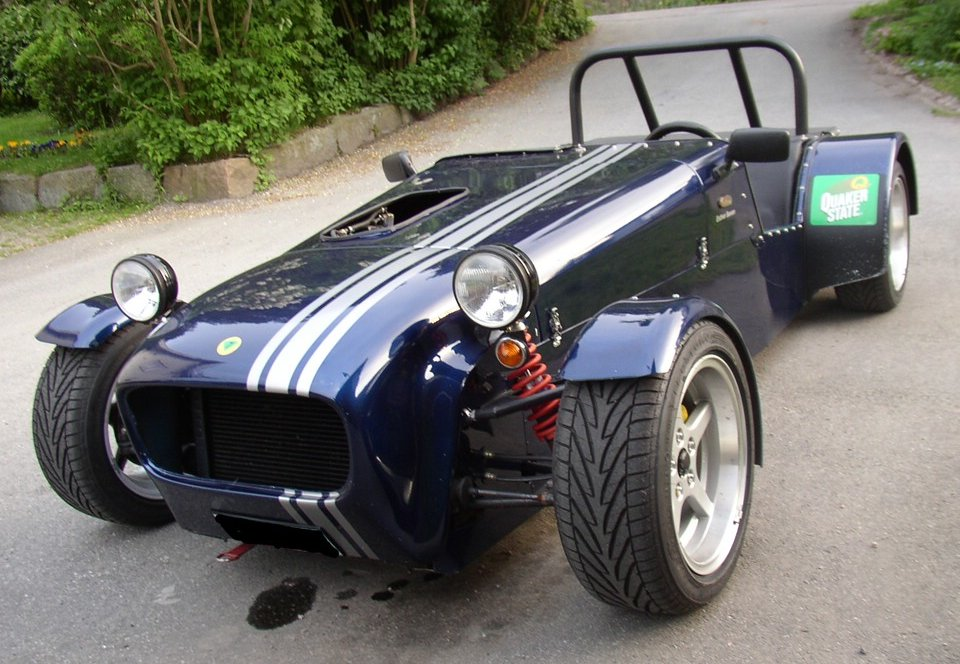
Esther

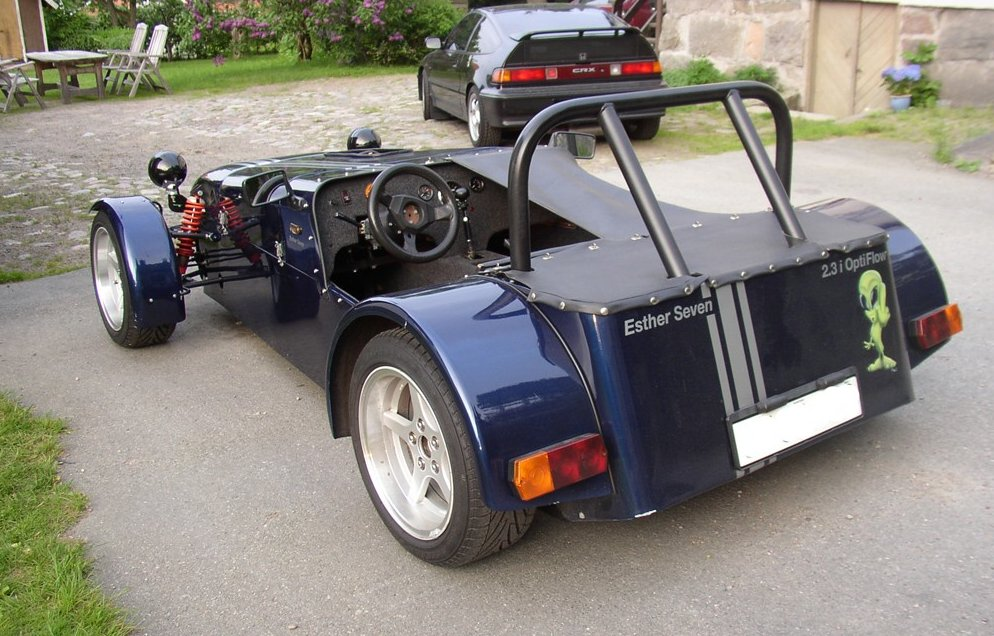
Heckansicht

Esther Chassieteknik war ein schwedischer Hersteller von Automobilen.

## Unternehmensgeschichte
Lars Svensson und Magnus Haferbier waren sportwagenbegeistert. 1987 begannen sie mit der Produktion eines Fahrzeugs. Im Juli 1988 war es fertig. Das Unternehmen hatte seinen Sitz in Ugglerum bei Kalmar. Insgesamt entstanden etwa 45 Fahrzeuge. Die letzte gespeicherte Version der Internetseite des Unternehmens stammt vom 30. Mai 2013. In dem Jahr endete laut einer Quelle auch die Produktion.

## Fahrzeuge
Hergestellt wurden Kit Cars. Die Fahrzeuge ähnelten dem Lotus Seven und wurden auch bei Autorennen eingesetzt. Das erste Fahrzeug erhielt einen Motor von Audi mit 200 PS und ein Getriebe von Ford. Danach sorgten Motoren von Alfa Romeo, Ford, Opel, Volvo und VW für den Antrieb. An der Hinterachse konnte wahlweise eine De-Dion-Achse oder eine Starrachse verwendet werden.